# Nunzia Catalfo
Nunzia Catalfo (ur. 29 lipca 1967 w Katanii) – włoska polityk, senator, w latach 2019–2021 minister pracy i polityki społecznej.

## Życiorys
Ukończyła szkołę średnią. Zajmowała się zawodowo działalnością szkoleniową, współpracowała z działającymi we Włoszech centrami zatrudnienia. Od 2008 związana z Ruchem Pięciu Gwiazd. Uznawana za główną autorkę promowanej przez tę partię koncepcji dochodu obywatelskiego. W wyborach w 2013 została wybrana w skład Senatu. W 2018 z powodzeniem ubiegała się o reelekcję.
We wrześniu 2019 objęła urząd ministra pracy i polityki społecznej w nowo powołanym drugim rządzie Giuseppe Contego. Funkcję tę pełniła do lutego 2021.